# الصوت الوحيد
الصوت الوحيد (1962) هي دراسة لشكل القصة القصيرة كاتبها فرانك أوكونور.

## وصف
ضمن حدود الدراسة، قام أوكونور بشرح بعض من نظرياته الرائدة للقصة القصيرة بالإضافة إلى مناقشة أعمال العديد من كتاب القصة القصيرة المؤثرين. يركز كل فصل على مؤلف مختلف:
1. إيفان تورجينيف
2. غي دو موباسان
3. انطون تشيخوف
4. روديارد
5. جيمس جويس
6. كاثرين مانسفيلد
7. دي إتش لورانس
8. إرنست همنغواي
9. ألفريد ادغار كوبارد
10. اسحاق بابل
11. ماري لافين

## استقبال
أحد أهم مساهمات العمل الرائدة هي مساهمة «المجموعة السكانية المغمورة» - وهو مصطلح يستخدمه أوكونور ليصف به هؤلاء الأفراد الذين، لأي الأسباب كانت، تركوا على هامش المجتمع. تم تناول المصطلح مرة أخرى في القرن الحادي والعشرين من قبل أميت شودري لوصف الكتابة الحداثية بشكل مفيد في شبه القارة الهندية.
تمت رؤية الكتاب من قبل العديد من النقاد على أنه أول فحص مطول لشكل القصة القصيرة، وقد تم التبشير به من قبل العديد من الكتاب على أنه عمل مؤثر.